# Albert Uderzo
Pour les articles homonymes, voir Uderzo.
Albert Uderzo, nom de plume d'Alberto Aleandro Uderzo, né le 25 avril 1927 à Fismes (Marne) et mort le 24 mars 2020 à Neuilly-sur-Seine (Hauts-de-Seine), est un auteur de bande dessinée français, un éditeur et un homme d'affaires.
Il travaille notamment pour les journaux France-Soir et France Dimanche, et pour les magazines Tintin et Pilote. Avec Jean-Michel Charlier, il est l'auteur de la série Tanguy et Laverdure. Il crée également avec René Goscinny, les séries Oumpah-Pah et Astérix.
De 1959 à 1977, Albert Uderzo dessine vingt-quatre albums d’Astérix sur des scénarios de Goscinny. À partir de 1980, après la mort de ce dernier, il reprend seul la réalisation de ses aventures, pour neuf albums. En 2013, paraît le premier album du tandem Jean-Yves Ferri - Didier Conrad, auquel il a confié le guerrier gaulois. Il continue cependant d'exercer son droit de regard sur le scénario et le dessin. Publié dans 111 langues et dialectes, Astérix demeure la bande dessinée la plus traduite au monde. Près de 380 millions d'albums sont vendus au total de 1959 à 2020. Ce nombre fait probablement d'Albert Uderzo l'auteur français le plus lu de son vivant.
On lui doit également la création des sociétés éditions Albert-René, du journal Pilote, des studios Idéfix, de l'agence de communication Édifrance et du Parc Astérix.

## Biographie

### Jeunesse et débuts

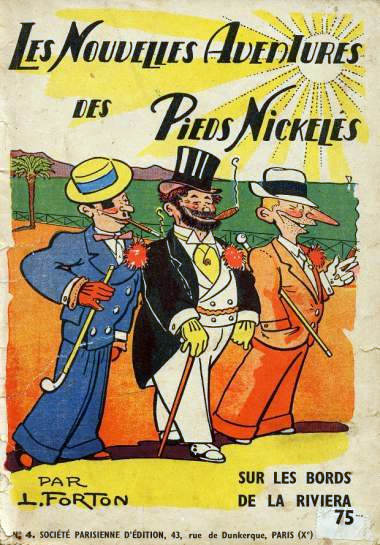
Les Pieds Nickelés, créés par Louis Forton, sont publiés par la SPE où Albert Uderzo fait son apprentissage.

Albert Uderzo est né à Fismes, dans la Marne, de Silvio Leonardo Uderzo, luthier de guitares, et Iria Crestini, immigrés italiens (lui de la province de Vicence, elle de Toscane) qui avaient déménagé en France avec leurs deux enfants plus âgés quelque temps auparavant ; le patronyme familial peut venir de la ville italienne d'Oderzo en Vénétie. Albert naît avec 12 doigts aussitôt opérés. Deux ans plus tard, la famille déménage à Clichy-sous-Bois (alors en Seine-et-Oise, aujourd'hui en Seine-Saint-Denis) et en 1934 Albert obtient la nationalité française. En 1938, ils s'installent définitivement à Paris. À cette époque, il découvre en s'essayant à la peinture qu'il est daltonien. C'est en lisant Mickey Mouse, publié à l'époque dans Le Petit Parisien, qu'il découvre la bande dessinée. Il est alors influencé par les dessinateurs Benjamin Rabier, Dubout, Louis Forton ou Walt Disney qu'il copie. Mais autant que Disney, c'est Felix le Chat de Pat Sullivan, qui le marque profondément, première série que lui offrent régulièrement ses parents pour les fêtes. Son frère Bruno (1920–2004), convaincu de son talent, le pousse à proposer ses services à un éditeur parisien ; c'est ainsi que, pendant la guerre, il est embauché comme « grouillot » à 14 ans, par la Société parisienne d'édition (SPE), qui publie entre autres Bibi Fricotin, Fillette, Junior ou encore Les Pieds nickelés. Engagé pour quelques semaines, il reste finalement un an à la SPE et y apprend les bases du métier : le lettrage, le calibrage d'un texte, la retouche d'image… : « On est tombé sur le maquettiste-maison qui a trouvé mon travail sympathique et a proposé de m'apprendre les rudiments du métier. Dans ma tête, ce n'était que pour deux mois… J'y suis resté un an, et j'ai appris à composer un texte, à faire un à-plat de gouache (…) Comme je faisais des fautes d'orthographe abominables, une rédactrice-en-chef me faisait faire des dictées, un autre me faisait faire du calcul… ça se passait en famille ! C'était très sympathique, et en même temps j'apprenais le métier ».
Il côtoie notamment Calvo, qui fait figure pour lui de maître et l'encourage à persister dans le dessin. « Et parmi les français, il y a un bonhomme formidable que j'ai bien connu, et qui m'a soutenu quand je suis rentré à la SPE : Calvo. Quand je travaillais à Junior, il m'avait pris en amitié et m'avait invité à venir le voir travailler. (…) Il aimait bien les dessins tarabiscotés : quand il dessinait un chaudron par exemple, les moindres détails, les rivets y figuraient. Son dessin me passionnait, et j'avais pris un peu son style à mes débuts ».
En 1941, il publie dans le supplément Boum de l'hebdomadaire Junior, édité par la SPE, une illustration pastichant « Le Corbeau et le Renard » : c'est son premier dessin publié. La même année, il rejoint son frère en Bretagne, où ce dernier s'est réfugié pour échapper au Service du travail obligatoire (STO). Il restera deux ans à Les Villages, un quartier de la ville de Saint-Brieuc, dans les Côtes-du-Nord, ce qui lui permet de faire connaissance avec la « Bretagne profonde » dont il apprécie les habitants. Bien plus tard, Uderzo localisera le village d'Astérix en Bretagne, seul paysage français qu'il connaissait bien à l'époque.
Uderzo s'intéresse fortement au cinéma d'animation, déclarant a posteriori : « Je me voyais en toute simplicité devenir un jour le Walt Disney français ». En 1945, il travaille dans un minuscule studio d'animation qui produit un court-métrage, Carbur et Clic-Clac : déçu par l'expérience et par le résultat final, il décide de ne pas persévérer dans le dessin animé. Dans le même temps, le patron du studio, qui désire se lancer dans l'édition, lui confie l'illustration d'un fascicule en bande dessinée, Flamberge, gentilhomme gascon : cette aventure de cape et d'épée, dessinée dans un style humoristique, est la première histoire complète publiée par Uderzo. Le dessinateur considère, a posteriori, ses débuts comme « peu prometteurs ».
En 1946, il remporte un concours qui lui permet de publier, aux Éditions du Chêne, un recueil de gags mettant en scène un nouveau personnage, Clopinard : grâce au salaire reçu à cette occasion, il réussit à convaincre son père qu'il peut espérer vivre de son métier de dessinateur. Dès la fin des années 1940, Uderzo travaille énormément : il illustre des romans et des pages d'actualité, et publie des histoires dans différents journaux, créant des personnages comme Zidore l'homme macaque (une parodie de Tarzan) ou Clodo et son oie. Pour l'hebdomadaire OK, il crée une série de héros à la musculature surdéveloppée, qui évoluent dans un Moyen Âge de fantaisie : d'abord le personnage d'Arys Buck, puis de son fils le prince Rollin. Très influencé par la bande dessinée américaine, en particulier par les dessinateurs Milton Caniff, Alex Raymond, Burne Hogarth, Uderzo signe à l'époque « Al Uderzo ». Arys Buck et Rollin ne vivent, l'un et l'autre, que le temps d'une unique aventure. Belloy, qu'Uderzo crée dans la même veine, devient au contraire le héros d'une véritable série publiée dans OK puis dans d'autres journaux, l'auteur étant cette fois suffisamment satisfait de sa création pour s'y attacher.
OK cesse de paraître pendant qu'Uderzo fait son service militaire. Une fois démobilisé, le dessinateur doit proposer ses services à d'autres éditeurs. Ne retrouvant pas de travail dans l'édition pour la jeunesse, il tente sa chance du côté de la grande presse. À France Dimanche, il est recruté comme « reporteur-dessinateur », dont la fonction consiste à pallier l’impossibilité d’envoyer un photographe sur les lieux d’un fait divers. Uderzo illustre ainsi des pages d'actualités et des reportages par des croquis « pris sur le vif ». Il collabore quotidiennement au quotidien populaire France-Soir de la grande époque, avec Paul Gordeaux en illustrant, dans un style réaliste, des bandes dessinées verticales Le Crime ne paie pas et Les Amours célèbres. Il propose également ses services en Belgique, où paraissent de nombreux illustrés pour la jeunesse. Par l'intermédiaire d'une agence parisienne, Uderzo réalise pour un éditeur belge une aventure de Capitaine Marvel Jr., personnage d'une bande dessinée américaine dont il ne connaît pas grand-chose, et dont les Belges ont alors acheté aux Américains les droits pour l'Europe : l'histoire paraît en 1950 dans le journal belge Bravo !.

### Rencontre avec Goscinny et création deOumpah-Pah

#### International Press
En 1950, Albert Uderzo est contacté par Yvan Chéron, un Belge qui possède une agence de presse nommée International Press. Celui-ci lui propose de faire de la bande dessinée et l'invite à Bruxelles. Il y fait la connaissance des dessinateurs Victor Hubinon, Eddy Paape et Mitacq. Il rencontre également Georges Troisfontaines, ami de Chéron et propriétaire de l'agence World Press. Il se lie d'amitié avec le scénariste Jean-Michel Charlier, qui lui propose de scénariser de nouvelles aventures de Belloy. La première histoire est placée dans le quotidien La Wallonie. La série sera publiée de 1950 à 1954.
Uderzo réalise ses planches dans des bureaux que se partagent les deux agences au 34 avenue des Champs Élysées à Paris. Il a fait embaucher le dessinateur Martial Durand qu'il a connu au journal OK et qui cherchait du travail. En 1951, Troisfontaines lui présente un nouveau compagnon de bureau, de retour des États-Unis : René Goscinny. Celui-ci dessine sa série Dick Dicks sans créer de scénario pour d'autres. Les deux hommes se découvrent des passions communes pour Walt Disney, Laurel et Hardy et la bande dessinée. Le dessinateur qualifie cette rencontre de « primordiale et décisive » pour lui. Goscinny expliquera : « Ça a été une sorte de coup de foudre mutuel. On a parlé des heures. Nous avons décidé de travailler ensemble ».
Leur première collaboration est une rubrique de savoir-vivre, publiée dans l'hebdomadaire féminin Bonnes Soirées du groupe Dupuis. Les deux auteurs créent également Jehan Pistolet, « corsaire prodigieux » dont les aventures maritimes se déroulent au XVIIIe siècle. Il s'agit de la première bande dessinée qu'ils réalisent en commun. Cinq épisodes sont publiés. Jehan Pistolet est publié pendant deux ans dans La Libre junior, supplément hebdomadaire du quotidien bruxellois La Libre Belgique. Sous le nom de Jehan Soupolet, il rejoint ensuite le magazine Pistolin et sera repris dans Pilote en 1960. Sur une commande d'Yvan Chéron, ils réalisent Luc Junior, jeune reporter affublé d'un chien de race incertaine et d'un photographe faire-valoir. Sept histoires paraissent dans La Libre junior jusqu'en octobre 1957. Selon Uderzo, c'est un « sous-Tintin ».
Goscinny et Uderzo imaginent ensuite le personnage d'Oumpah-Pah. Il s'agit d'une création personnelle qui les réjouit beaucoup. Le personnage principal est un Peau-rouge qui vit dans une réserve, puis qui en sort pour se mêler à la vie moderne des Américains. Le dessin d'Uderzo, marqué par le dessin animé, montre beaucoup de mouvement dans des décors simplifiés. Oumpah Pah n'intéresse pas les frères Dupuis, ni les journaux belges. À l'occasion d'un séjour de Goscinny aux États-Unis pour lancer un magazine TV édité par les frères Dupuis, il fait traduire les dialogues d'Oumpah Pah par Harvey Kurtzman et tente d'y intéresser des éditeurs américains. C'est un nouvel échec. Plusieurs années plus tard le personnage sera publié dans Tintin, dans une version remise à jour.
Par l'intermédiaire de Troisfontaines, Uderzo dessine Tom et Nelly enfants du siècle pour Risque-Tout, nouveau journal pour les jeunes publié par Dupuis. Le scénario est d'Octave Joly. Les deux auteurs réalisent ensemble un Marco Polo pour La Libre junior en 1953. Pour Bonnes Soirées, il illustre la rubrique Sa Majesté mon mari. Il alterne dessin réaliste et dessin humoristique.
La situation matérielle d'Uderzo s'améliore. Cependant, il ne parvient pas à travailler pour les éditions Dupuis : les propositions qu'il fait avec Goscinny sont systématiquement refusées. Il se considère comme « l'enfant pauvre du moment » car ses copains Morris et Franquin sont publiés dans le journal Spirou et en album. Il vit toujours chez ses parents, rue de Montreuil. Troisfontaines emmène régulièrement ses collaborateurs parisiens dans des expéditions nocturnes qui commencent dans les grands restaurants et s'achèvent dans les boîtes de nuit à la mode. En 1952, Uderzo fait la connaissance d'Ada, qui est la secrétaire d'Henri Varna, patron du Casino de Paris et du Théâtre Mogador. Il l'épouse l'année suivante et le couple s'installe dans un studio à Eaubonne.

#### ÉdiPresse et ÉdiFrance
Avec Goscinny, Uderzo se rend régulièrement à Bruxelles pour y rencontrer des dessinateurs belges : Morris, Franquin, Peyo, Mitacq, Hubinon, Greg, Jean Graton, Macherot… Les scénaristes Charlier et Delporte se joignent à eux. Ils parlent métier, confrontent leurs travaux, échangent des idées. Goscinny, Jean-Michel Charlier et Uderzo ont l'idée de monter « une sorte de syndicat des dessinateurs de bande dessinée ». Selon Jean-Michel Charlier, l'objectif est d'« obtenir au moins que cette profession soit régulée et que les gens qui l'exercent aient quand même quelques garanties ». Ils souhaitent remettre en cause le principe du copyright appliqué à la World Press et à l'International Press, selon lequel l'ensemble des œuvres et des séries produites sous l'égide d'une agence lui appartient. Les auteurs sont ainsi dépossédés du fruit de leur travail. Une réunion de dessinateurs se tient, le 10 janvier 1956, dans un café bruxellois, à l'issue de laquelle les participants signent tous « une sorte de charte ». Le soir même, deux dessinateurs dénoncent les trois hommes à leurs éditeurs comme de dangereux meneurs syndicaux. Goscinny, suspecté d’avoir fomenté ce mouvement, est licencié par Troisfontaines. Charlier et Uderzo démissionnent par solidarité et se trouvent placés comme lui sur la liste noire des éditeurs.
Jean Hébrard, ex-chef de publicité à la World Press, leur propose de créer une double agence dédiée à la publicité et à la fourniture de rédactionnel pour les journaux : ÉdiPresse/ÉdiFrance. Bientôt rejoints par les dessinateurs Sempé et Jean-René Le Moing, les quatre associés se lancent dans de nombreuses activités : publicité, graphisme, relations publiques. « À cette époque-là, on faisait n'importe quoi pour subsister. On m'aurait demandé d'illustrer le Bottin que je l'aurais fait… » expliquera plus tard Uderzo. Ainsi Charlier obtient pour ÉdiPresse le budget relations publiques du Syndicat de la margarinerie française et organise les séjours en France de dignitaires africains. René Goscinny, Sempé et Uderzo sont sollicités pour accueillir les invités à leur descente d'avion et poser avec eux sur des photos.
Malgré la « liste noire », Albert Uderzo continue de produire des planches en abondance : Benjamin et Benjamine avec René Goscinny, reprise d'une série créée par Christian Godard pour le journal Benjamin (créé par Jean Nohain et qui deviendra Top Réalités Jeunesse). Toujours avec Goscinny, il crée une série réaliste Bill Blanchart pour le mensuel Jeannot ; le héros est un chasseur de fauves et ne vivra que le temps d'un épisode de 24 planches. Ce sera l'une des seules séries réalistes scénarisées par Goscinny et la seule qu'ils réaliseront ensemble. Avec Jean-Michel Charlier il dessine Clairette pour le journal Paris-Flirt. Toujours avec Charlier, il livre également des travaux de commande pour des fascicules publicitaires : Les aventures de Jim Flockers pour Corn-flakes, Le neveu de d'Artagnan pour les pâtes Milliat Frères, une reprise de Belloy dans Pistolin. Pour le numéro zéro du Supplément illustré, quatre pages en couleurs destinées à être encartées dans les journaux quotidiens, Uderzo et Charlier créent une histoire d'aviateurs qui préfigure Tanguy et Laverdure : Banjo 3 ne répond plus. Ce projet d'Édipresse ne verra pas le jour.

#### TintinetOumpah-Pah
En 1957, Goscinny, désormais bien introduit à Tintin comme scénariste polyvalent, recommande Uderzo à la direction de ce journal. Ils y créent La Famille Moutonet, puis La famille Cokalane, série publicitaire pour Pétrole Hahn. Poussin et Poussif, éphémère série de mini-histoires dont les deux compères publient en 1957 trois épisodes dans Tintin, permet au duo de passer à la vitesse supérieure. Elle met en scène « un bébé très intrépide dont la garde est confiée à un gros toutou qui a beaucoup de mal à le protéger des pires dangers ». Le rédacteur en chef André Fernez apprécie tant les planches qu'il demande à Goscinny de mettre en chantier une histoire à suivre, « où notre ami Uderzo pourrait déployer son remarquable talent ». Goscinny et Uderzo en profitent pour reproposer leur Oumpah-Pah qui devient, en 1958, leur première grande série en commun. Ils ont situé ses nouvelles aventures au moment des premiers contacts entre les Européens et les tribus indiennes, et lui ont adjoint un jeune gentilhomme français nommé Hubert de la Pâte Feuilletée. C'est à la rédaction de Tintin qu'Uderzo fait la connaissance du dessinateur Tibet qui deviendra l'un de ses meilleurs amis.
Uderzo s'installe en janvier 1958 dans une HLM neuve au 3e étage du 3, rue Rameau à Bobigny (actuelle Seine-Saint-Denis), où une plaque est inaugurée en octobre 2009 pour fêter le cinquantenaire de l'invention d'Astérix. Coïncidence : la rue Rameau est proche de la rue d'Alésia où se trouve une grande nécropole gauloise, alors que les Uderzo habitaient auparavant chaussée Jules César à Eaubonne.

### Lancement dePiloteet succès d'Astérix

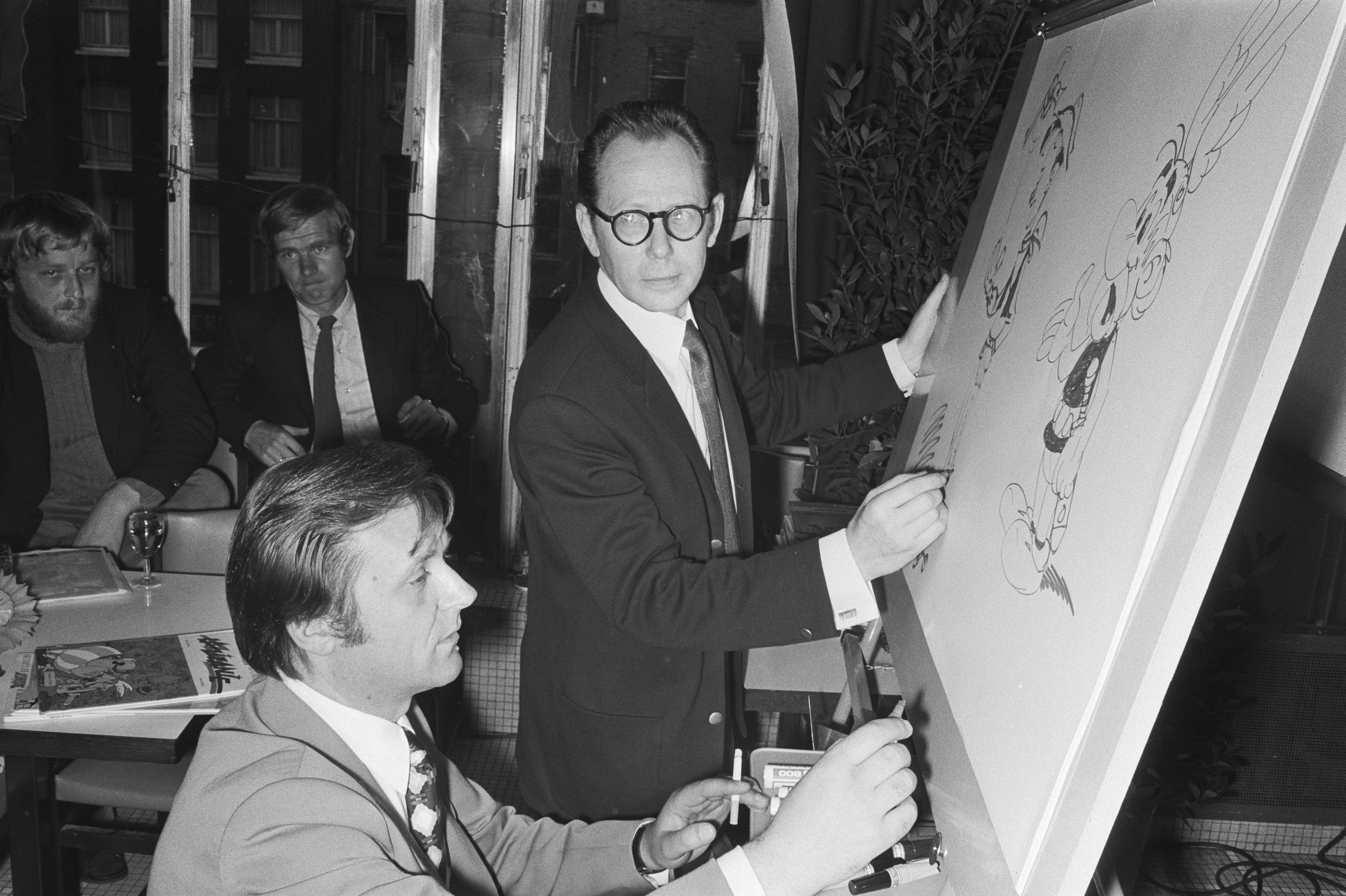
Albert Uderzo devant son collègue Morris à Amsterdam en 1971.

En 1959, Uderzo participe au lancement de Pilote. En raison de la difficulté de recruter des dessinateurs pour le magazine, il est contraint d'illustrer simultanément deux des séries-phares : Tanguy et Laverdure, série d'aviation réaliste scénarisée par Charlier et Astérix, série humoristique scénarisée par René Goscinny. La première histoire de cette nouvelle série, Astérix le Gaulois, paraît à partir d'octobre 1959 dans Pilote, avant d'être publiée en album en 1961. Uderzo dessine alors cinq planches par semaine.
Astérix attire un nombre croissant de lecteurs, devenant bientôt l'un des plus importants succès de la bande dessinée francophone. Au cours des années 1960, Uderzo abandonne progressivement ses autres séries, pour se consacrer exclusivement à sa principale création. René Gosciny et lui renoncent en 1962 à leur collaboration à Tintin, abandonnant Oumpah-Pah. Ils prétextent le mauvais classement de la série au référendum. Uderzo, qui est avant tout un dessinateur humoristique, souffre en dessinant Michel Tanguy. Bien qu'assisté de son frère Marcel Uderzo, qui encre, trace le lettrage et colorie aussi bien Astérix (de 1965 à 1977) que Michel Tanguy, Albert Uderzo ne peut tenir le rythme de deux bandes dessinées aux styles différents. Il fait un essai avec Jean Giraud pour Michel Tanguy. Les résultats ne sont pas concluants. Il informe Charlier de son souhait de ne pas continuer la série et demande à Jijé s'il connaît un dessinateur capable de succéder à Uderzo. Jijé se propose lui-même de reprendre la série, ce qui permet à Uderzo de se consacrer exclusivement à Astérix.
En 1967, Uderzo déménage à Neuilly-sur-Seine. Avec Goscinny, tout en réalisant environ une histoire par an, il supervise attentivement le développement des produits dérivés (des figurines en latex aux spin-offs Idéfix). Il est nommé directeur artistique de Pilote, cependant il s'implique peu dans la vie du magazine. Lors de la réunion de mai 68 au cours de laquelle René Gosciny est violemment pris à partie par certains dessinateurs menés par Jean Giraud, il est classé du côté des patrons. Il choisit de « s'enfermer dans sa tour d'ivoire ». Du reste, en raison du succès d'Astérix, les contacts avec les autres dessinateurs se font plus distants. Il explique ce phénomène par « une sorte de réticence devant le succès d'un confrère […]. Il y a une distance, c'est incontestable, bien que je n'aie jamais pontifié, que je n'aie jamais joué les grands maîtres ». Uderzo se voit aussi reprocher par certains confrères le fait qu'il ait décidé de partager à parts égales avec René Goscinny les droits d'auteur d'Astérix, au-delà de 300 000 exemplaires vendus par album. Il reste cependant très lié à Tibet, Franquin, Martial, Sempé ou Tabary.
En 1974, René Gosciny et Uderzo, déçus par la faiblesse technique des premiers dessins animés tirés de leurs albums par le studio Belvision, créent les Studios Idéfix, afin de mieux contrôler les adaptations suivantes des aventures du Gaulois. Cependant, les studios sont surdimensionnés pour ne travailler que sur un film à la fois. Selon Philippe Lombard, « tout le monde était embauché en CDI, et certains étaient parfois payés huit ou dix mois à ne rien faire en attendant le prochain film ». Après la mort de René Goscinny, Uderzo décide de fermer les Studios.

### Contentieux avec Dargaud

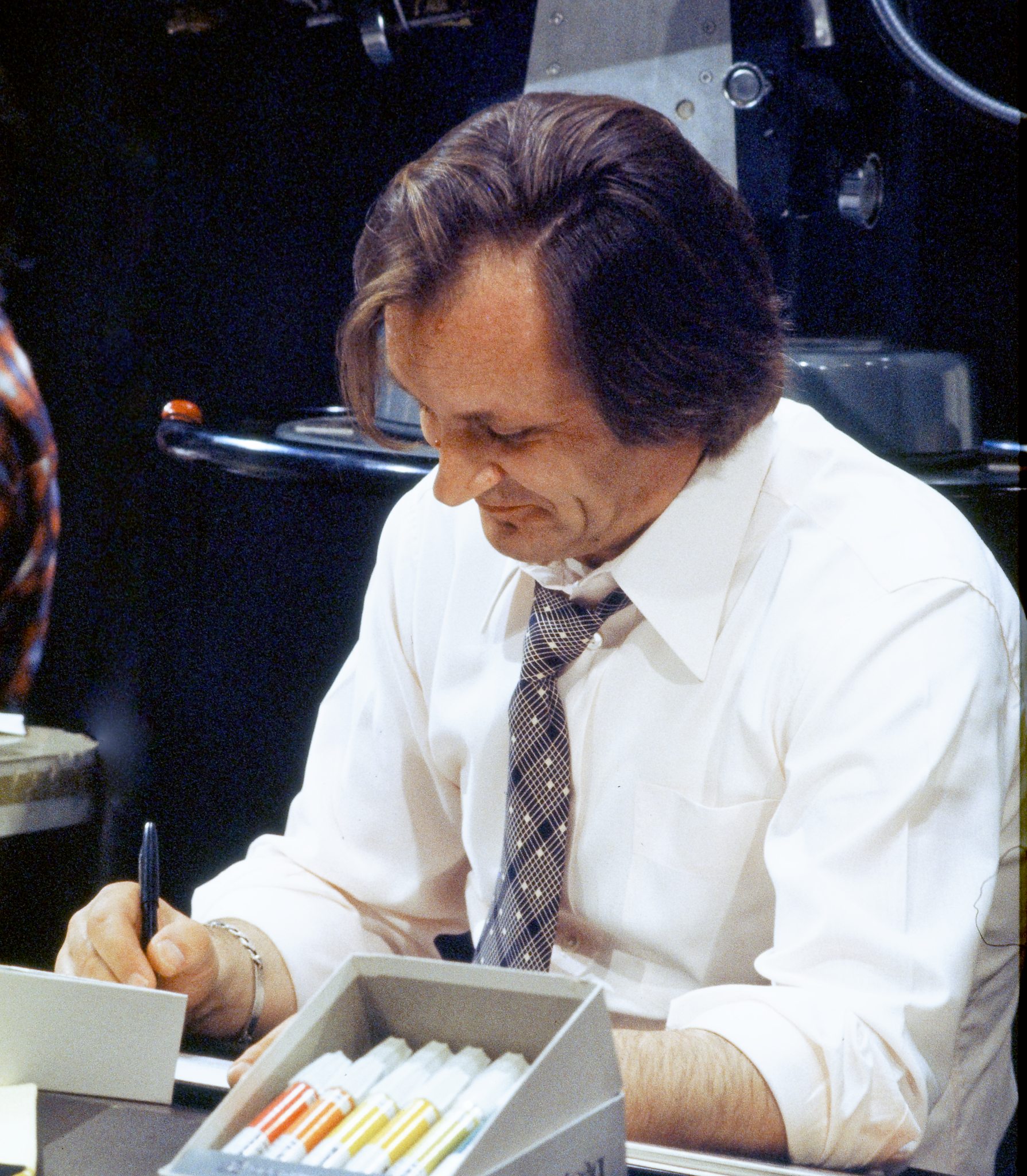
Albert Uderzo à Montréal en 1973.

Le 29 mars 1977, René Goscinny résilie son contrat avec Dargaud. Son frère Claude, qui travaille chez l'éditeur, l'a alerté sur des procédés lésant les intérêts des auteurs. Par ailleurs, un litige l'oppose à Georges Dargaud à propos du contrat concernant Lucky Luke. Il engage un référé, fait placer des scellés sur les albums et dénonce son contrat avec Dargaud le 29 mars 1977, tout en demandant à Uderzo d'arrêter de réaliser les planches de l'épisode en cours Astérix chez les Belges. Après la mort de Goscinny, Dargaud contraint Uderzo par voie de justice à lui remettre devant huissier les sept planches manquantes, sous peine de dix millions de francs de dommages et intérêts. Uderzo publiera alors les albums suivants dans sa propre société : Les Éditions Albert René.
Uderzo n'a jamais eu beaucoup d'estime pour son éditeur, déclarant notamment : « dès le début, avec Dargaud, nous nous faisions rouler dans la farine ». Il explique également qu'il a fallu « le secouer » pour qu'il accepte d'augmenter les tirages d'Astérix. En 1986, il demande une expertise afin de vérifier que, dans l'exploitation des albums en langue étrangère, les droits des auteurs sont respectés. Une longue procédure judiciaire, jalonnée de plusieurs procès, prend fin le 9 septembre 1998 : statuant sur renvoi après cassation, la Cour d'appel de Paris juge que certains droits d'auteur à l'étranger ont été dissimulés par le biais d'une cascade de filiales créées à l'époque de Georges Dargaud : en plus du retrait de l'exploitation des vingt-quatre premiers albums d'Astérix, la cour condamne les éditions Dargaud à 5,5 millions de francs de dommages-intérêts à verser à Albert Uderzo,.
Cependant, ce conflit expose Uderzo à des attaques personnelles de la part de ses confrères. Dargaud n'a pas hésité à le présenter comme un auteur cupide et procédurier, mettant en péril une maison d'édition dans le seul but de gagner de l'argent. Plusieurs auteurs soutiennent Dargaud et témoignent contre Uderzo, tels Enki Bilal, Greg ou Druillet qui traite le dessinateur de « Citizen Kane sans talent (…) qui veut mettre une maison d'édition et tous ses auteurs sur la paille pour ajouter une ou deux Ferrari dans son garage ». Uderzo jugera ces procédés « ignobles » et se dira « écœuré, extrêmement déçu » par le comportement de ses confrères. Claire Bretécher, Tibet et Numa Sadoul lui apportent leur soutien.

### Scénariste et dessinateur d'Astérix
Uderzo participe à l'élaboration des scénarios d'Astérix, invente les personnages Obélix et Idefix. Il en discute avec René Goscinny afin de trouver la motivation, l'idée directrice. René Goscinny élabore ensuite un synopsis incluant les dialogues. Uderzo ne modifie rien, mais glisse parfois de petits gags visuels. La mort de Goscinny, en 1977, bouleverse profondément Uderzo (il dira plus tard qu'il est resté assis 24 heures ou 48 heures après avoir appris la nouvelle). La plupart des médias décrètent qu'Astérix est mort avec René Goscinny.
Uderzo, de son propre aveu, est en plein désarroi. Par ailleurs, il a de plus en plus de mal à diriger sa main droite, pour dessiner comme pour écrire. Cependant de nombreux lecteurs lui écrivent pour l'encourager à reprendre Astérix. Irrité par son confrère Greg qui a déclaré à L'Express que celui qui reprendra Astérix « se cassera la gueule », Uderzo décide en 1979 de poursuivre la série en écrivant ses propres scénarios et en créant sa maison d'édition. Il écrit son premier scénario, Le Grand Fossé, inspiré par le mur de Berlin et le soumet à son ami Yves Courrière, journaliste et écrivain qui connaît parfaitement l'univers d'Astérix. Celui-ci émet un avis favorable. Ce premier album réalisé en solo paraît en 1980 chez Albert René, maison d'édition qu'il a créée et dont il a attribué vingt pour cent des parts à Gilberte Goscinny. Avec deux millions d'exemplaires vendus, le succès est exceptionnel. Huit autres albums suivront.
À la même époque, il réalise pour le film L'Avare (1980), co-réalisé et interprété par Louis de Funès, un dessin en taille réelle des chevaux d'Harpagon, destiné à être placé en fond du décor : bien qu'il ait accepté la demande de l'acteur-réalisateur, Uderzo lui-même juge que l'idée de remplacer de véritables animaux par des dessins en taille réelle est « farfelue ».
Dès le départ, Uderzo se heurte à des critiques bien que ses premiers scénarios se rapprochent de ceux de René Goscinny, en conservant ce ton et cet humour propres à la série [citation nécessaire] ; la qualité est plus contestée autour des années 2000. Le critique Clément Lemoine explique :

« La gageure était double pour Uderzo. Il lui fallait à la fois prouver sa paternité sur le personnage et se placer dans la continuité de l’œuvre déjà réalisée. Agir donc sur le passé comme sur le futur, relier le travail à deux avec le travail effectué seul. À cela s’ajoutait la difficulté d’avoir assez peu pratiqué le scénario. »

Lemoine relève qu'au lieu de se contenter d’effectuer des variations sur un thème imposé, Uderzo « va paradoxalement attaquer les fondements de l’œuvre ». Ainsi, le dessinateur-scénariste met de plus en plus en avant les défauts de ses personnages. « Cette démarche anti-héroïque est constante à partir du Fils d’Astérix ». Autre évolution notable : « L’irruption radicale de nouveaux genres […] La Galère d'Obélix ose ouvertement le merveilleux, lorsque les Gaulois abordent l’Atlantide, peuplée de centaures et de chevaux ailés, et dont le grand-prêtre possède le secret de l’élixir de jouvence. Puis Le ciel lui tombe sur la tête bascule sans hésiter dans la science-fiction, à grand renfort d’extraterrestres, de vaisseaux intersidéraux et d’armes secrètes ».
Le public continue de plébisciter la série, dont les derniers albums parus sont les plus gros tirages de l'histoire de la bande dessinée européenne.

### Lancement du Parc Astérix
En 1981, au retour d'un voyage à Disneyland, Uderzo a l'idée de créer en France un parc de loisirs conçu autour de l'image d'Astérix et fait réaliser une étude par un cabinet spécialisé. Des groupes financiers font connaître leur intérêt pour le projet. Le parc voit le jour en 1989 à Plailly, en bordure de l'autoroute A1. Les débuts sont difficiles, après l'échec du parc Mirapolis de Cergy-Pontoise et l'insuccès du Big Bang Schtroumpf de Maizières-lès-Metz. Par ailleurs, le parc Astérix subit rapidement la concurrence d'Eurodisney, qui ouvre peu de temps après et qui bénéficie d'importantes aides publiques. Le parc devient rentable à partir de 1994, au prix d'importants investissements. En 2019, il accueille 2,3 millions de visiteurs et se situe dans le peloton de tête des parcs de loisirs français.

### Litige avec Sylvie Uderzo

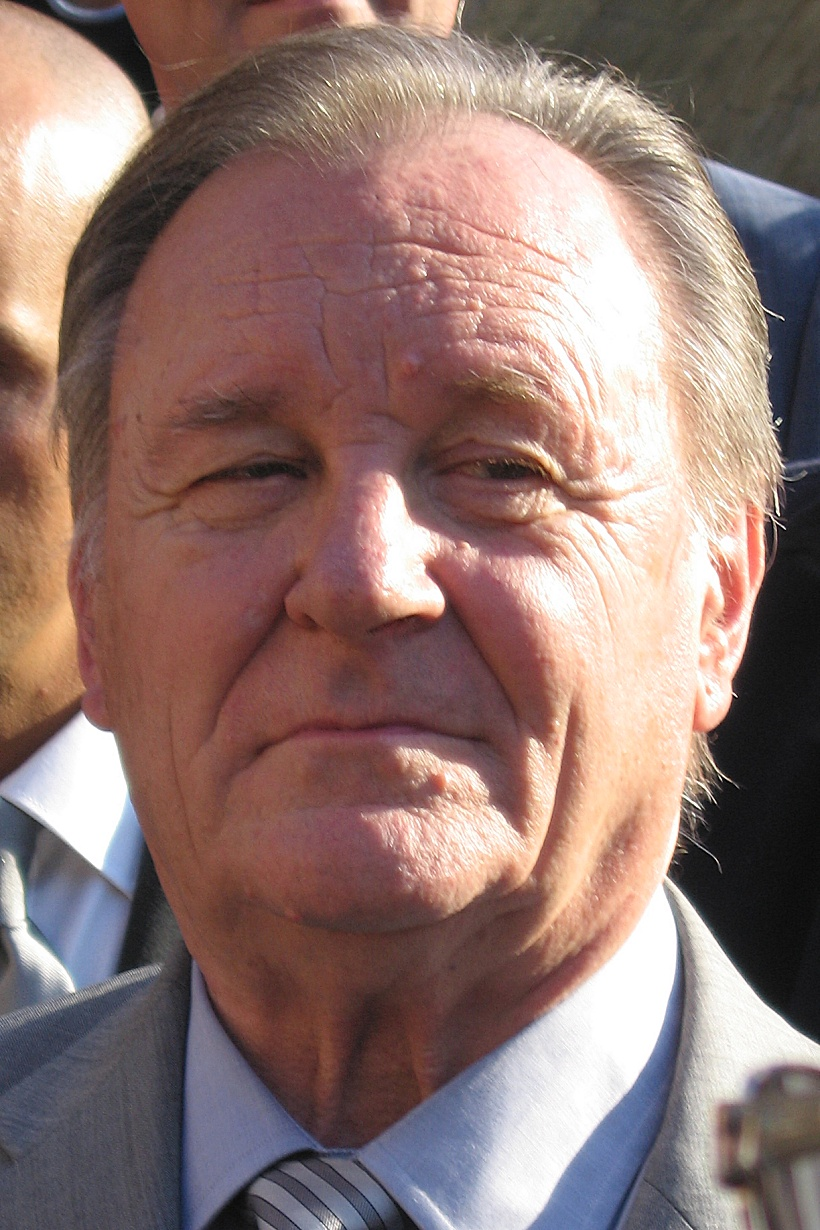
Albert Uderzo en 2005.

À compter des années 2000, un litige oppose Uderzo à sa fille Sylvie, gérante et co-actionnaire d'Albert René ; l'auteur retire finalement à sa fille la gestion de la société éditrice. En 2008, Uderzo et Anne Goscinny vendent leurs parts d'Albert René à Hachette, qui acquiert ainsi le contrôle de l'exploitation de l'univers d'Astérix. Uderzo déclare avoir voulu garantir l'avenir de l’œuvre créée avec Goscinny, en la confiant à un gestionnaire neutre.
Une longue procédure judiciaire autour du patrimoine d'Astérix oppose par ailleurs Uderzo à sa fille Sylvie et à l'époux de cette dernière, qui veulent faire reconnaître que le dessinateur est la victime d'un abus de faiblesse de la part de son entourage. Le 26 septembre 2014, la cour d'appel de Versailles déboute Sylvie Uderzo. Le même jour, le dessinateur d'Astérix et sa fille annoncent dans un communiqué qu'ils sont réconciliés et mettent fin aux différentes batailles judiciaires qui les opposent depuis plusieurs années.

### Semi-retraite

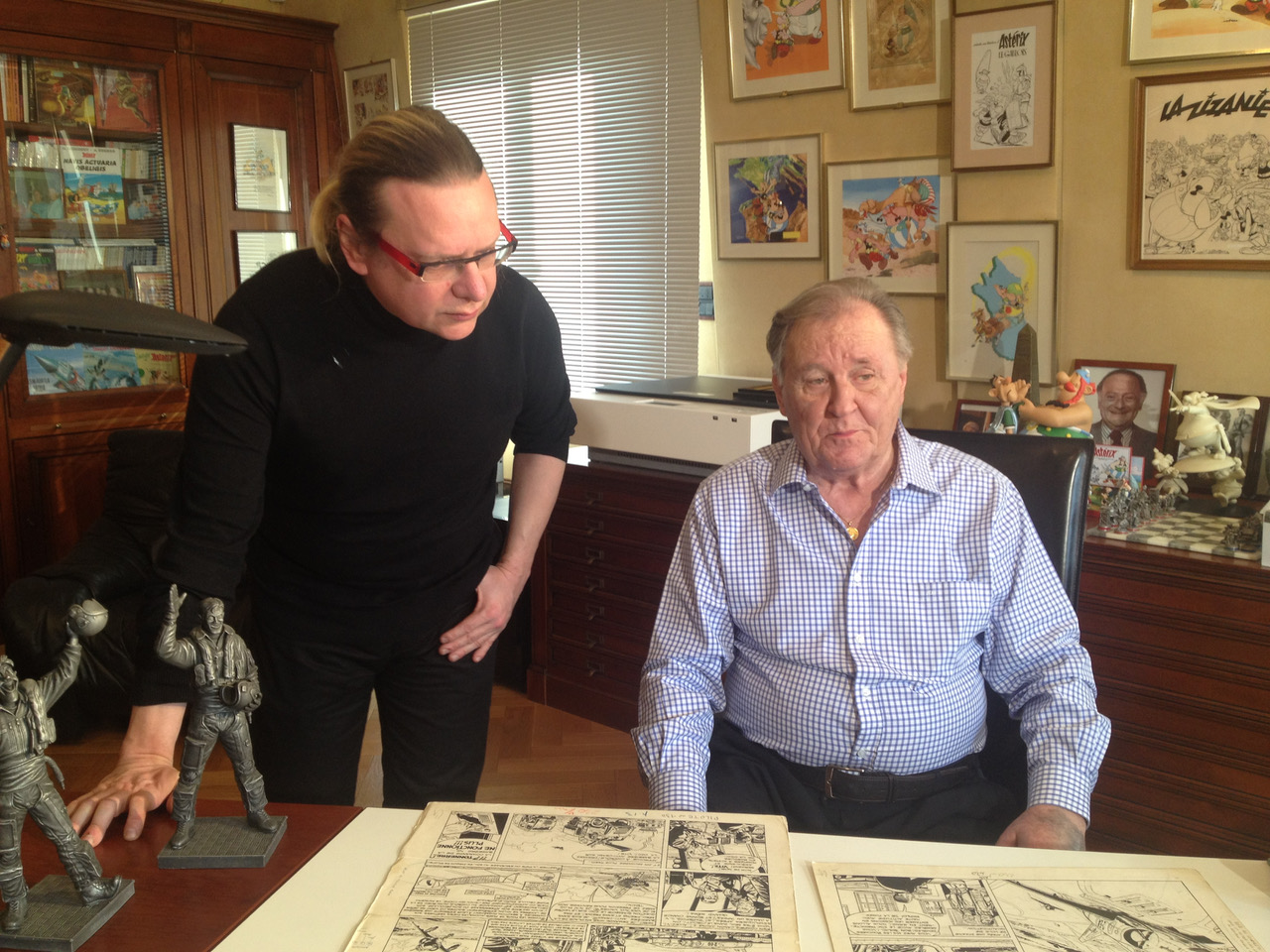
Albert Uderzo à son domicile de Neuilly-sur-Seine, en 2014.

En 2013, ne pouvant plus dessiner à cause d'une forte douleur à la main, il passe le relais des albums d'Astérix à Didier Conrad pour le dessin et à Jean-Yves Ferri pour le scénario. Quatre albums sont parus pour lesquels il supervise la conception,. Il déclare cependant qu'il souhaite que la série s'arrête à sa mort.
Étant un ami de longue date du dessinateur Cabu, Uderzo sort de sa retraite pour réaliser un dessin rendant hommage aux victimes de l'attentat contre Charlie Hebdo (et notamment à ses confrères dessinateurs) : Astérix, tout en déclarant : « Moi aussi je suis un Charlie ! », propulse hors de la page, d'un coup de poing, un ennemi auquel Uderzo, à la place des cothurnes, a dessiné des babouches,,,. Uderzo publie également, par l'intermédiaire des réseaux sociaux, un dessin inédit, initialement réalisé à la suite de la disparition de René Goscinny en 1977 montrant Astérix et Obélix en deuil,,,. Pour soutenir les familles des victimes, il propose à la vente l'une des planches originales de l'album Les Lauriers de César.

### Mort

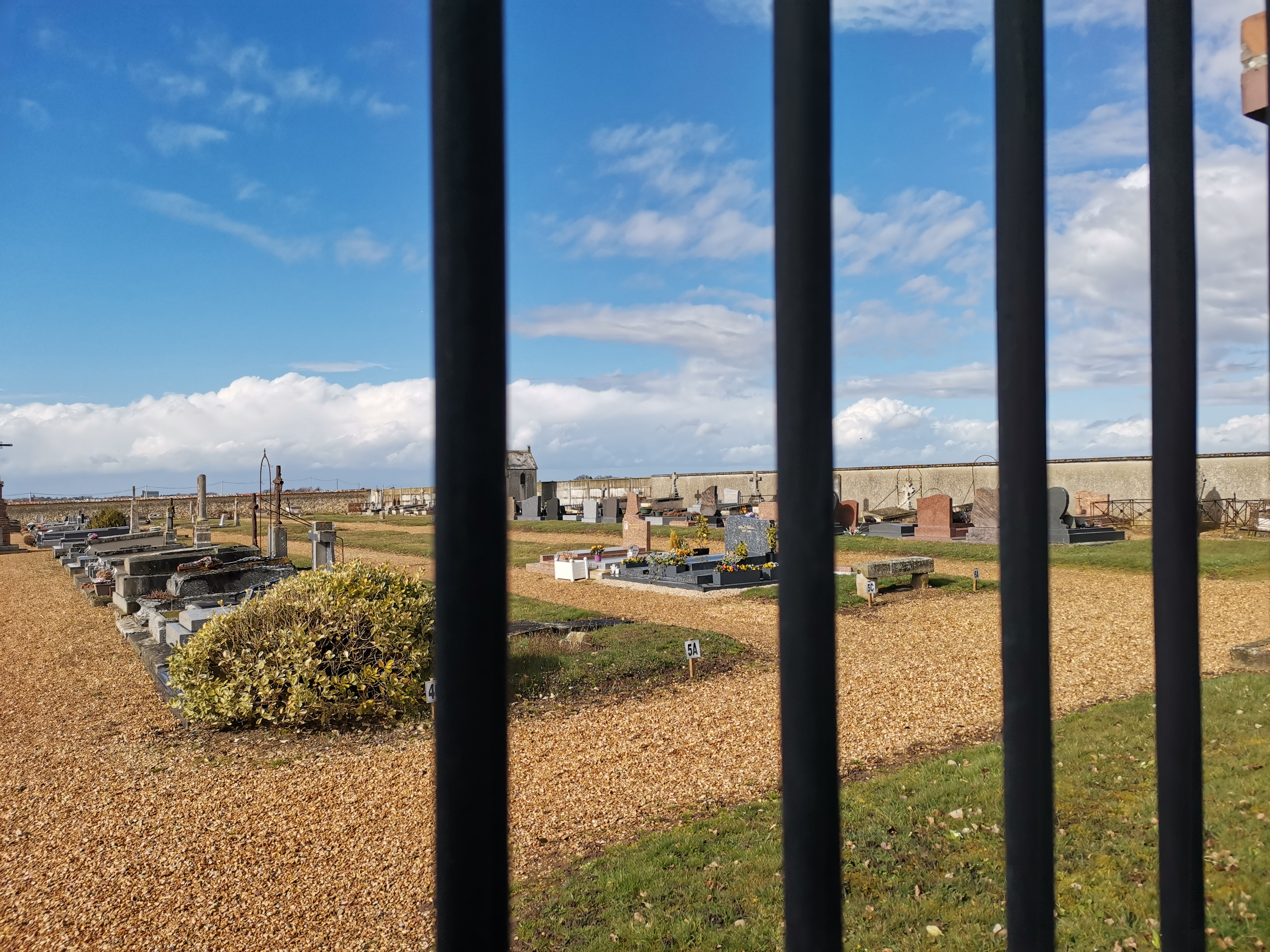
Vue du cimetière de Faverolles avec au centre la tombe d'Albert Uderzo.

Après plusieurs semaines de fatigue selon Bernard de Choisy, Albert Uderzo meurt d'une crise cardiaque dans son sommeil à son domicile de Neuilly-sur-Seine, le 24 mars 2020, à l'âge de 92 ans,,. Plusieurs dessinateurs lui rendent hommage,,. Il est inhumé au cimetière de Faverolles dans l'Eure-et-Loir.

## Prix et distinctions

### Décorations
- Officier de la Légion d'honneur (chevalier en 1985, officier en 2013)[54],[55].
- Commandeur de l'ordre des Arts et des Lettres (2003)[56].
- Chevalier de l'ordre du Lion néerlandais (2007)[57].

### Honneurs
- 2005 : Temple de la renommée Will Eisner.
- 15 octobre 2009 : Doctorat honoris causa de l'université Paris 13 remis à l'occasion de l'exposition « Drôles de Gaulois » sur le campus de Bobigny[58].

### Prix
- 1999 : Grand prix de la ville d'Angoulême, prix spécial du millénaire.
- 2004 :  Prix Max et Moritz Catégorie Prix exceptionnel pour une œuvre remarquable.
- 2013 : Prix de l'excellence française (sous l'égide du ministère français des Affaires étrangères)[59].

## Style et influences
Le graphiste Christian Staebler indique : « Le talent d’Uderzo réside essentiellement dans sa capacité à rendre vivant son dessin et de donner à sa narration une grande fluidité. Une image entraîne vers la suivante et le lecteur, sans en être conscient, se retrouve très vite happé par sa lecture […] Dans sa veine humoristique c’est l’élégance du trait qui le caractérise, autant que la rondeur et la volupté qui se dégage de l’ensemble. Le maître mot semble être la courbe. Avec ses pleins et déliés. Il ne laisse pas pour autant de côté la vigueur, la force et la nervosité qui vont de pair avec la vitesse d’exécution ».
Dans Pilote, Goscinny explique avec humour : « Uderzo, il est capable de dessiner clairement et avec talent n’importe quoi, jusqu’à, et y compris, un combat de pieuvres dans de la gelée de groseilles ». André Franquin qualifie son dessin de « prodigieux ». Selon lui, il « possède une efficacité […] rarement vue en bande dessinée, une inégalable expressivité ». Gotlib cite Uderzo et Arys Buck parmi les dessinateurs et les œuvres qui l'ont influencé.
Numa Sadoul considère qu'Albert Uderzo est incontestablement l'un des plus grands de la bande dessinée française : « Avec Jijé et Jean Giraud, Albert Uderzo est l’un des seuls dessinateurs à avoir excellé aussi bien dans un style réaliste que dans un style caricatural. C’était l’un des plus grands dessinateurs du monde ! On ne l’a pas assez dit, ni assez pensé. Ses crayonnés étaient extraordinaires, et m’évoquent les croquis de Michel-Ange dans la façon qu’il avait d’articuler les silhouettes, les visages… On touche à une forme de perfection. Il était aussi un encreur et un coloriste remarquable… même s’il était daltonien ».
Uderzo est effectivement capable de dessiner dans des styles très différents, du réalisme de Tanguy et Laverdure au comique d'Astérix, dans lequel son sens du gag visuel complète les talents d'humoriste de René Goscinny. Cependant, selon Jijé, « Uderzo n'est pas, quoi qu'on dise, un dessinateur réaliste. […] Il dessine d'instinct ».
Il explique être un autodidacte, essentiellement influencé par Disney, puis par le dessinateur Edmond-François Calvo qui l'a accueilli très jeune dans son atelier et qui l'a conseillé. Plus tard, Goscinny lui fait connaître les bandes dessinées américaines et notamment Walt Kelly ainsi que l'équipe de Mad, qui l'impressionnent beaucoup. Il admire Franquin. Pour Tanguy et Laverdure, il est influencé par Milton Caniff dont le style est proche de la caricature. Alex Raymond et Harold Foster comptent également parmi ses sources d'inspiration.
Albert Uderzo a toujours travaillé seul, à l'exception d'une coopération de sept ans avec son frère Marcel (Albert Uderzo est daltonien — il ne distingue pas le rouge et le vert — et la mise en couleurs des albums d'Astérix a été assurée pendant plusieurs années par son frère, ainsi que l'encrage de douze albums d'Astérix et trois de Tanguy et Laverdure). Pour les derniers albums d'Astérix, il travaille avec les frères Frédéric et Thierry Mebarki qui effectuent le traçage à l'encre et la couleur, ainsi qu'avec le lettreur Michel Janvier.
Uderzo est né avec douze doigts, six à chaque main, et a été opéré,,. Avec le temps, des problèmes d'articulations aux mains ne lui permettent plus d'encrer ses planches lui-même, et l'obligent à confier ce travail à des assistants.
Ayant pratiqué le culturisme dans sa jeunesse, Albert Uderzo a acquis une connaissance approfondie de l'anatomie artistique musculaire et dynamique.
À l'instar de Franquin, ses personnages sont très expressifs et dotés d'une gestuelle travaillée qui vient en partie de l'intérêt d'Uderzo pour le dessin d'animation. Il reste une référence incontournable pour les dessinateurs et animateurs contemporains comme Juanjo Guarnido (Blacksad).

## Reconnaissance
En 1986, dans un livre d'entretiens avec Numa Sadoul, André Franquin s'étonne que la profession ait « beaucoup snobé Uderzo, pour diverses raisons ». Parmi ces raisons, il cite notamment « la filiation manifeste de son dessin au style Walt Disney ». Il ajoute le fait qu'il « a toujours été un peu éclipsé par Goscinny dans l'esprit des « connaisseurs » ». Cette révélation marque profondément Uderzo : « Je subodorais que je n'étais pas vraiment adoré par certains membres de la corporation, mais je ne le savais pas réellement. […] Et ça m'a fait un mal terrible ! ». Il y trouve une motivation supplémentaire pour poursuivre seul les aventures d'Astérix.
De fait, Uderzo et Goscinny n'ont jamais eu le goût des festivals de bande dessinée. Inversement, les deux auteurs (ainsi que Jean-Michel Charlier) ont longtemps été ignorés par le festival d'Angoulême. Uderzo rappelle que le prix René-Goscinny décerné lors de ce festival a été créé et financé par Gilberte Goscinny et non par les organisateurs. C'est seulement en 1999, à la vingt-sixième édition de ce festival que le « prix du Millénaire » lui a été décerné, à l'initiative du dessinateur Frank Margerin et du président du jury François Boucq.
Expert en arts et grand amateur de bandes dessinées et d'Astérix, Marc Jallon rassemble environ 11 000 références (produits, objets, gadgets) liées à l’œuvre d'Albert Uderzo. Cette collection est désormais propriété de Sylvie Uderzo, la fille du dessinateur.

### Prix Albert Uderzo
Albert Uderzo a donné son nom à un prix de bande dessinée.

### Hommages
- 1965 : le premier satellite artificiel français est nommé Astérix.
- 1996 : vingt-six auteurs lui rendent hommage dans Uderzo croqué par ses amis.
- 1999 : mise en vente par La Poste d'un timbre à l'effigie d'Astérix.
- 2006 : inauguration de l'école Albert Uderzo à Mantes-la-Jolie.
- En 2007, pour son quatre-vingtième anniversaire, Albert Uderzo reçoit un album d'hommage, Astérix et ses amis, réalisé par 34 auteurs de BD, parmi lesquels François Boucq, Midam, Raoul Cauvin, Dany ou Jacques de Loustal. Les bénéfices de la vente de cet album, tiré à 400 000 exemplaires, vont à l'institution Défenseur des enfants, créée en 2000, et financeront un kit sur les droits des enfants, des forums, un site Internet. Le dessinateur déclare que « faire d'Astérix l'ambassadeur des droits des enfants est un honneur » pour lui[75].
- 2009 : Albert Uderzo est l'invité d'honneur du festival Quai des Bulles de Saint Malo.
- 2013 : Rétrospective Uderzo in extenso au festival d'Angoulême et inauguration d'une école à son nom.
- 2014 : inauguration de la médiathèque Albert Uderzo à Anzin-Saint-Aubin.
- 2017 : l'astéroïde de la ceinture principale (300928) Uderzo lui est dédié, rejoignant ainsi les précédents (35268) Panoramix, (35269) Idéfix, (29401) Astérix et (29402) Obélix.
- 2018 : la commune de Faverolles (28) donne le nom d'Albert Uderzo à son école.

## Œuvres publiées

### Albums
- Flamberge, Clic-Clac Images, editions André Renan, Paris, 1945.
- Les Aventures de Clopinard, Editions du Chêne, Paris, 1946.
- Zidore, l'homme macaque, Editions Saetl, 1947.
- Cauvin Philippe - Alain Duchêne, Uderzo, l'Intégrale 1941-1951, Hors Collection, Paris, 2012, 424 p.

### Périodiques
- Arys Buck, dans OK, 1946
- Le Prince Rollin, dans OK, 1947
- Belloy (scénario et dessin, puis dessin uniquement avec Jean-Michel Charlier au scénario), dans OK (1948-1949), puis dans La Wallonie (à partir de 1950), Pistolin (à partir de 1955), et Pilote, 1962-1963.
- Le trésor de l'île Fantôme, Kid Magazine, 1948
- Super Atomic Z, dans 34, 1950
- Capitaine Marvel Jr., dans Bravo !, 1950
- Reporter-Dessinateur, France-Dimanche de 1950-1951
- Blêmes, France-soir, 1950-1951.
- Jehan Pistolet (dessin), avec René Goscinny (scénario), dans Junior, 1952-1956.
- Illustration pour les rubriques Savoir-vivre et Sa Majesté Mon Mari, avec René Goscinny (textes), dans Bonnes Soirées, Dupuis éditions, 1952-1954.
- Marco Polo (dessin), avec Octave Joly (scénario) dans Junior, 1953.
- Tom et Nelly, enfants du Siècle, avec Octave Joly (scénario) dans Risque-Tout, 1953.
- Luc Junior (dessin), avec René Goscinny (scénario), dans Junior, 1954-1957.
- Bill Blanchart (dessin), avec René Goscinny (scénario), dans Junior, 1955 repris dans Jeannot 1957-58.
- Le Fils du tonnelier (dessin), avec Octave Joly (scénario), dans Spirou, 1954.
- Les grands de l'Histoire de France, Guillaumet, Ferdinand de Lesseps, Drouot 3 Récits Complets, scénario de Charlier, Pistolin, 1955-1957
- Les enfants héroïques, illustrations sur un récit de René Goscinny, dans Pistolin 1955-1957.
- Poussin et Poussif (dessin), avec René Goscinny (scénario), dans Tintin édition belge, 1957-1958.
- Benjamin, Benjamine (dessin), avec René Goscinny (scénario), dans Benjamin, Benjamine[Note 3], 1957-1959.
- Clairette (dessin)avec Jean-Michel Charlier (scénario), Paris-Flirt, 1957.
- Monsieur et Madame Plume (dessin), avec René Goscinny (scénario), dans Paris Flirt, 1958.
- Oumpah-Pah (dessin), avec René Goscinny (scénario), dans Tintin, 1958-1962.
- La Famille Moutonet (dessin), avec René Goscinny (scénario), dans Tintin, 1959.
- La Famille Cokalane (dessin), avec René Goscinny (scénario), dans Tintin édition française, 1961.
- Astérix (dessin), avec René Goscinny (scénario), dans Pilote et Super Pocket Pilote, 1959-1973. Des planches sont reproduits dans L'illustre du Dimanche, Elle et Le Pelerin.
- Les Aventures de Tanguy et Laverdure (dessin), avec Jean-Michel Charlier (scénario), dans Pilote, 1959-1967, repris dans Le Pelerin 1961 et L'Illustre du Dimanche 1967.
- Illustrations et récits courts, dans Pilote, 1959-1974, 1977
- Jehan Soupolet[Note 4] (dessin), avec René Goscinny (scénario), dans Pilote, 1960-1961.
- Le Cow-boy et la Haridelle (illustration), avec René Goscinny (texte), dans Record, 1962.
- Obélisc’h (dessin), avec René Goscinny (scénario), dans Pilote, 1963.

## Publications
- Astérix & Cie… : entretiens avec Uderzo, interview de Numa Sadoul, Hachette, 2001.
- Uderzo se raconte, Stock, 2008.
- Albert Uderzo, Philippe Cauvin et Alain Duchêne, L'intégrale Uderzo, 1941-1951, Hors Collection, 2012.

## Expositions
- Comme une potion magique, Musée Maillol, 2021[76].